# Room 6
Room 6 är en skräckfilm från 2006 som är regisserad av Michael Hurst.

## Handling
Lärareen Amy har blivit friad till av sin pojkvän Nick tidigt på morgonen och hon lovar att svara senare på eftermiddagen. Efter hennes lektioner, samtidigt som  hon ska komma hem, har Nick varit med om en bilolycka med en lastbil som körs av Lucas Dylan. Nick bryter benet och en ambulans tar honom till sjukhuset. Amy har fobi för sjukhus, men hon får en taxi och går till närmaste sjukhus. Dock är Nick inte där, och hon möter Lucas, som letar efter sin syster som har försvunnit i samma konstiga omständigheter. De bestämmer sig för att samarbeta och söka tillsammans och Amy upplever bisarra och skrämmande situationer.

## Karaktärer
- Christine Taylor - Amy Roberts
- Shane Brolly - Nick Van Dyke
- Jerry O'Connell - Lucas Dylan
- Lisa Ann Walter - Sgt. Burch
- Jack Riley - Brewster
- Chloë Moretz - Melissa Norman
- John Billingsley - Harisson McKendrick
- Mary Pat Gleason - Sjuksköterskan Holiday
- Ellie Cornell - Sarah Norman
- Marshall Bell - Amy's pappa
- James Michael McCauley - Präst/Demon
- Kane Hodder - Hemlös demon
- Peter McKenzie - Dr.Kent
- Stacy Fuson - Sjuksköterskan Price
- Katie Lohmann - Sjuksköterskan Peterson